# Bluatschink
Bluatschink ist eine Band aus dem Tiroler Lechtal und der Künstlername des Liedermachers Toni Knittel, benannt nach dem Fabelwesen Bluatschink, das im Lech hausen soll.

## Bandgeschichte
Bluatschink bestand von 1990 bis 2007 aus den beiden Sängern/Liedermachern Toni Knittel und Peter Kaufmann, seit 2007 tritt Toni Knittel zusammen mit seiner Frau Margit unter diesem Projektnamen auf. Das Duo formierte sich am 6. Juni 1990. Damals wurde eine Tonbildschau des WWF Österreich über das Tiroler Lechtal präsentiert. Toni Knittel schrieb extra für diesen Abend einige Songs im Lechtaler Dialekt – hauptsächlich zum Thema Umweltschutz. Inzwischen ist der Lech unter Schutz gestellt, die Themen-Palette der beiden Musiker wesentlich breiter und ihr Bekanntheitsgrad auf Österreich, Bayern und Südtirol ausgedehnt. Seit August 2007 tritt Toni Knittel unter diesem Namen vor allem mit dem Kinderprogramm auf. Das neue Erwachsenen-Programm mit vielen neuen Liedern präsentierte er im Herbst 2008.
Bei größeren Auftritten spielen immer wieder weitere Musiker mit – z. B. Paul Pfurtscheller, Gerald Schuller, Erwin Bader (Keyboard) – Anda Kappeller (Git) oder Thomas Simmerl und Christian Tschuggnall (Schlagzeug). Bluatschink haben schon Auftritte im Vorprogramm von Sting, Bryan Adams, Status Quo, Zucchero, STS, Ludwig Hirsch, Austria 3, und vielen anderen Stars der Szene absolviert.
Stilistisch ist Bluatschink der Neuen Volksmusik zuzuzählen, so sind ihre Liedtexte auch kritisch und oft politisch.
Mit dem Titel „Funka fliaga“ (auf ihrer vierten CD) schafften sie im Jänner 1996 österreichweit – und auch in Bayern und Südtirol – den Durchbruch. Auch im Jahr darauf landeten sie mit „I han Di gera“ einen Hit, mit dem sie unter die 10 meistgespielten Titel des Jahres kamen. 2002 nahmen sie mit dem Lied „Bluama in da Scherba“ an der österreichischen Vorausscheidung zum Song-Contest teil und belegten den dritten Platz. Das Motto von Bluatschink lautet: „Heiter, kritisch, Schnulziges im Lechtaler Dialekt“. Mit dem Musical „Kaspar & die Wilderer“ beschritten sie im Sommer 2005 neue Wege und schafften mit dieser Produktion einen Überraschungs-Coup. Mehr als 9.000 Besucher und eine Wiederaufnahme des Stückes im Frühjahr 2006 sind ein Beleg dafür.
Im Oktober 2005 erschien auch die erste Live-DVD mit allen Hits der 15-jährigen Bandgeschichte. Im Juni 2007 erschien das Doppelalbum „Das Beste“ mit einem neuen Song (Reich). Im Juli 2007 gab die Plattenfirma bekannt, dass Peter Kaufmann nach den letzten Konzerten im August 2007 aussteigt, um sein Privatleben zu genießen. Im August 2007 wird „Ritter Rüdiger – das Musical“ uraufgeführt. Im März 2008 wurde bekannt, dass Toni Knittel vorerst alleine weitermacht. Das erste Solo-Album trägt den Titel „Ganz schön TIERISCH“. Erste Auskopplung und Vorabveröffentlichung (bereits im November 2007) ist ein Lied über den kleinen Panda Fu Long, der im Sommer 2007 im Wiener Tiergarten Schönbrunn geboren wurde. Im Anschluss an die Veröffentlichung des Albums ist eine Tournee geplant.
Ende 2008 erschien die Single „100.000 Liebesliader“ als erste Solosingle von Toni Knittel. 2009 betritt Toni Knittel erstmals als Schauspieler die Bühne und spielt den Bauern im Rustical „Der Watzmann ruft“.
Im Herbst 2010 wurde Bluatschink für die Österreichische Vorentscheidung zum Eurovision Song Contest 2011 nominiert. Die Band erreichte nicht die Runde der besten 30 Teilnehmer.

## Diskografie

### Alben
| Jahr | Titel                      | Höchstplatzierung, Gesamtwochen, AuszeichnungChartsChartplatzierungen (Jahr, Titel, Platzierungen, Wochen, Auszeichnungen, Anmerkungen) | Anmerkungen         |
| Jahr | Titel                      | AT | Anmerkungen         |
| ---- | -------------------------- | --- | ------------------- |
| 1996 | Funka fliaga               | AT9 Gold · (16 Wo.)AT |                     |
| 1997 | Schwårz / Weiss            | AT15 (16 Wo.)AT |                     |
| 1999 | Stunde Null                | AT21 (9 Wo.)AT |                     |
| 2002 | Namlos                     | AT18 (10 Wo.)AT | Amadeus-Nominierung |
| 2003 | 10 Jahre – I drah mi um di | AT12 (6 Wo.)AT | Best-of-Album       |
| 2004 | Liacht & Schåtta           | AT31 (5 Wo.)AT |                     |
| 2006 | Ritter Rüdiger             | AT18 (2 Wo.)AT | Kinder-CD           |
| 2013 | Dinna Daussa               | AT60 (2 Wo.)AT |                     |
| 2015 | Aufstrich                  | AT9 (3 Wo.)AT |                     |

Weitere Alben
- 1991: D’r Bluatschink (Musikkassette in Eigenregie)
- 1992: D’r Bluesschink (Musikkassette in Eigenregie)
- 1993: Bluatschink
- 1994: Außischreia
- 2000: Live (Best-of)
- 2001: A bissle G’fühl (Best-of)
- 2001: Made in Austria (Serien-Best-of)
- 2005: Kaspar und die Wilderer (Musical-Soundtrack)
- 2007: Das Beste (Best-of)

### Kinder-CDs
- 1995: Poppele
- 2001: Der Breitmaulfrosch und seine Freunde
- 2006: Ritter Rüdiger
- 2008: Ganz schön tierisch
- 2010: Drachen, Zwerge, Zauberwesen
- 2012: Verrücktes Huhn
- 2014: Total normal
- 2014/15: Beiträge zur „Liederfundkiste“[5]

### Videoalben
- 1993: Live (VHS)
- 2005: Live
- 2006: Kaspar & die Wilderer
- 2008: Ritter Rüdiger – die Zeitreise
- 2010: Ritter Rüdiger in der Sternengrotte

### Singles
| Jahr | Titel Album              | Höchstplatzierung, Gesamtwochen, AuszeichnungChartsChartplatzierungen (Jahr, Titel, Album, Platzierungen, Wochen, Auszeichnungen, Anmerkungen) | Anmerkungen       |
| Jahr | Titel Album              | AT | Anmerkungen       |
| ---- | ------------------------ | --- | ----------------- |
| 1997 | I hån di gera –          | AT23 (8 Wo.)AT |                   |
| 2003 | I drah mi um di –        | AT18 (9 Wo.)AT |                   |
| 2004 | Powered by Liebe –       | AT22 (4 Wo.)AT |                   |
| 2006 | Ritter Rüdiger –         | AT18 (6 Wo.)AT |                   |
| 2008 | 100.000 Liebesliader –   | AT72 (1 Wo.)AT |                   |
| 2012 | Am Lech entlang –        | AT34 (7 Wo.)AT |                   |
| 2013 | Dinnadaussa –            | AT27 (4 Wo.)AT |                   |
| 2013 | Des söll a Berg sei –    | AT17 (6 Wo.)AT |                   |
| 2013 | Zum Niederkniala schea – | AT26 (3 Wo.)AT |                   |
| 2015 | Mit dir kann i fliaga –  | AT23 (12 Wo.)AT | feat. K&K Strings |
| 2016 | Bergfuier –              | AT35 (3 Wo.)AT |                   |
| 2016 | Hoamat oder so... –      | AT32 (3 Wo.)AT |                   |

Weitere Lieder
- 1993: Stress …
- 1994: Außischreia
- 1994: A bissle traurig sei
- 1996: Iatz woass i’s numma
- 1996: Funka fliaga
- 1996: Då isch doch eppas faul
- 1997: Rega-Reggae
- 1997: Fålla låssa
- 1998: Zoag mir, wia’s dir geaht
- 1998: Woasch du wer?
- 1999: Stunde Null
- 1999: Vollmond
- 1999: Die Liebe bleibt
- 2000: Vorbei
- 2000: Låss sie leba (für den WWF)
- 2000: Ausgeliefert
- 2001: Luft und Liebe
- 2001: Såg, dass es it wåhr isch
- 2002: Bluama in da Scherba
- 2002: I bin a Felsa
- 2003: Wås für a Tåg
- 2007: Reich
- 2010: A bissle Weihnacht
- 2014: 133 Kinderpolizei (mit VS Pettnau, für das österreichische Kinderpolizei-Projekt, AT: Gold)

### Bücher
- 1996: Bluatschink Liederbu(a)ch
- 2006: Bluatschink Liederbu(a)ch – Ausgabe II
- 2006: Ritter Rüdiger – Der gute Geist von Ehrenberg
- 2007: Ritter Rüdiger – Kampf um Ehrenberg
- 2008: Ritter Rüdiger – Die Königskinder